# Salomó d'Hongria
Salomó d'Hongria (1053-1087) fou rei d'Hongria. Fill del rei Andreu I d'Hongria, Salomó governà Hongria des del 1063 fins al 1074, quan fou derrotat al camp de batalla pels seus cosins Géza I d'Hongria i Ladislau I d'Hongria, després de la disconformitat de la gent per la seva mala gestió. Se li perdonà la vida.

## Biografia

### Infància
Salomó va ser el primer fill del rei Andreu I d'Hongria i la seva esposa Anastàsia. Abans de néixer ell, el seu oncle Béla era l'hereu a la corona hongaresa i ja governava en qualitat de duc una tercera part del regne. Quan Salomó va néixer, Andreu va voler nomenar-lo hereu en contra de les tradicions magiars i la voluntat de Béla, que va marxar de la cort enfurismat.
Com a part del tractat de pau del rei Andreu amb el rei Enric IV d'Alemanya, Salomó va ser promès amb la germana del monarca alemany, sis anys més gran que ell. Mentrestant Béla havia fugit a Polònia per demanar als parents de la seva esposa ajuda per revoltar-se contra Andreu.
Béla va tornar a Hongria amb reforços de l'exèrcit polonès, i Andreu va morir en la guerra contra el seu germà, que es coronà rei. Salomó, amb la seva mare i germans, havia fugit del país i es refugiava a la ciutat austríaca de Melk.
Després de la mort del seu pare, Salomó va viure a la cort imperial durant tres anys intentant aconseguir el suport militar de l'emperador. Finalment la Dieta Imperial va decidir d'enviar tropes a Hongria, però el rei Béla I va morir en un accident. Els tres fills de Béla (Géza, Ladislau i Lampert) van fugir a Polònia abans que l'exèrcit imperial entrés al regne perquè Salomó fos coronat rei.

### Regnat
Després del casament de Salomó amb la germana del rei alemany el setembre de 1063, les tropes imperials van marxar d'Hongria i els tres cosins del rei van tornar acompanyats de forces poloneses. Les dues faccions van intentar negociar per evitar una nova guerra civil, i el 20 de gener de 1064 van signar un pacte a Győr, pel qual Géza, Ladislau i Lampert eren nomenats ducs del territori que havia governat el seu pare (un terç del regne) a canvi de reconèixer l'autoritat de Salomó com a rei.
Amb el temps, Salomó i els seus cosins van aconseguir col·laborar de forma fructífera. El 1067 van fer comandar conjuntament els exèrcits hongaresos contra Venècia, el 1068 van defensa-se dels incursions petxenegs a Transsilvània, i el 1071 van fer una campanya contra l'Imperi Romà d'Orient que va culminar en el setge de dos mesos a la ciutat de Belgrad. Finalment, el comandant grec de Belgrad es va rendir, però no al rei sinó als tres ducs. Géza no va donar al seu cosí la seva part del botí i va alliberar els presoners sense demanar-li permís. Aquest fet va tornar a distanciar Salomó dels seus cosins, i incapaços de cooperar més, la resta de la campanya va ser un fracàs.
Durant el 1073 les dues parts es preparaven per un enfrontament que semblava inevitable. Salomó demanava ajuda al seu cunyat Enric VI d'Alemanya, i els ducs feien el mateix amb els seus parents polonesos i txecs. Després d'alguns enfrontaments favorables a Salomó, finalment va patir una derrota contundent el 14 de març de 1074 a Mogyoród. Salomó es va veure obligat a fugir a les fronteres occidentals d'Hongria, sense poder evitar que el seu cosí Géza es declarés rei.

### Deposició
L'agost de 1074 Salomó va aconseguir, amb l'ajut de l'exèrcit imperial, conquerir el nord d'Hongria i avançar fins a la ciutat de Vác. Tot i que les tropes alemanyes van haver de tornar als seus dominis per aplacar una revolta dels saxons, Salomó va ser capaç de conservar el govern d'alguns comtats gràcies al fet que el rei Géza havia emmalaltit.

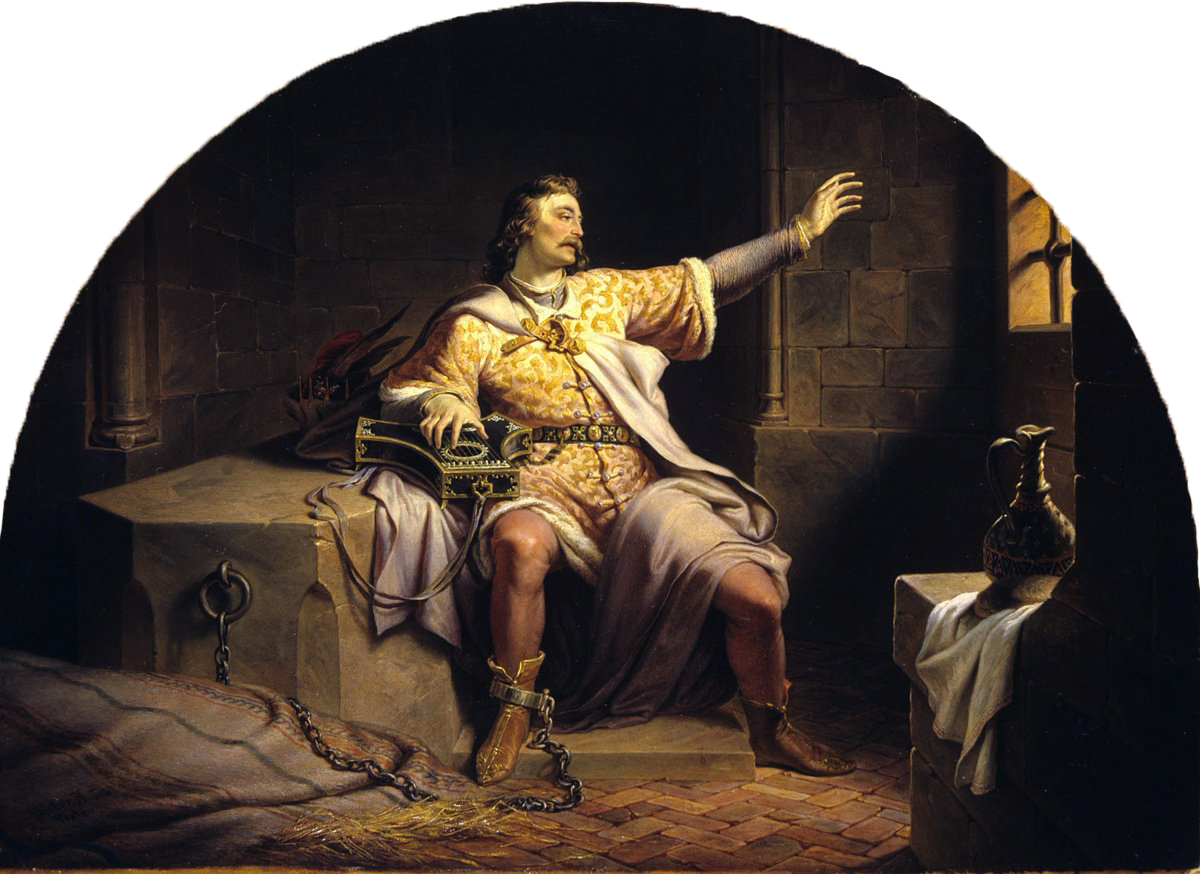
L'empresonament de Salomó, de Henrik Weber (1818-1866)

A la mort de Géza el 25 d'abril de 1077, el seu germà Ladislau fou proclamat rei. Ladislau va aconseguir ocupar fortaleses en mans de partidaris de Salomó, i va obtenir el suport del clergat quan el papa Gregori VII va reconèixer la seva legitimitat.
Veient que les seves pretensions de recuperar el tron s'esvaïen, Salomó va decidir abdicar i acceptar a Ladislau com a rei a canvi d'extenses terres. Però Salomó mi abandonà les seves ambicions i va organitzar un complot contra el rei. Fou traït, capturat, i empresonat, però amb motiu de la canonització del primer rei d'Hongria Esteve I, el 15 d'agost de 1083, va ser alliberat com a mesura de gràcia.
Salomó va marxar a Alemanya, on intentà un altre cop obtenir ajuda del seu cunyat. Al fracassar en el seu intent, va fer una aliança amb una tribu petxeneg establerta al territori de la futura Moldàvia. Tot i que la seva primera esposa encara era viva (encara que l'havia abandonat), es va casar amb la filla del líder de la tribu. L'any 1085 Salomó va atacar Hongria amb les tropes Petxeneg, però fou derrotat pel rei Ladislau I.
El 1087, participant en una campanya dels petxenegs contra l'Imperi Romà d'Orient, va morir en una batalla prop d'Adrianòpolis.

## Família

### Avantpassats
|  |                        |  |  |  |  |  |  |  |  |  |  |  |  |  |  |  |
|  | 16. Taksony d'Hongria  |  |  |  |  |  |  |  |  |  |  |  |  |  |  |  |
|  |                        |  |  |  |  |  |  |  |  |  |  |  |  |  |  |  |
|  |                        |  |  |  |  |  |  |  |  |  |  |  |  |  |  |  |
|  | 8. Mihály              |  |  |  |  |  |  |  |  |  |  |  |  |  |  |  |
|  |                        |  |  |  |  |  |  |  |  |  |  |  |  |  |  |  |
|  |                        |  |  |  |  |  |  |  |  |  |  |  |  |  |  |  |
|  | 4. Vazul               |  |  |  |  |  |  |  |  |  |  |  |  |  |  |  |
|  |                        |  |  |  |  |  |  |  |  |  |  |  |  |  |  |  |
|  |                        |  |  |  |  |  |  |  |  |  |  |  |  |  |  |  |
|  | 9. Adelaida de Polònia |  |  |  |  |  |  |  |  |  |  |  |  |  |  |  |
|  |                        |  |  |  |  |  |  |  |  |  |  |  |  |  |  |  |
|  |                        |  |  |  |  |  |  |  |  |  |  |  |  |  |  |  |
|  | 2. Andreu I d'Hongria  |  |  |  |  |  |  |  |  |  |  |  |  |  |  |  |
|  |                        |  |  |  |  |  |  |  |  |  |  |  |  |  |  |  |
|  |                        |  |  |  |  |  |  |  |  |  |  |  |  |  |  |  |
|  | 1. Salomó d'Hongria    |  |  |  |  |  |  |  |  |  |  |  |  |  |  |  |
|  |                        |  |  |  |  |  |  |  |  |  |  |  |  |  |  |  |
|  |                        |  |  |  |  |  |  |  |  |  |  |  |  |  |  |  |
|  | 12. Vladímir I de Kíev |  |  |  |  |  |  |  |  |  |  |  |  |  |  |  |
|  |                        |  |  |  |  |  |  |  |  |  |  |  |  |  |  |  |
|  |                        |  |  |  |  |  |  |  |  |  |  |  |  |  |  |  |
|  | 6. Iaroslav I el Savi  |  |  |  |  |  |  |  |  |  |  |  |  |  |  |  |
|  |                        |  |  |  |  |  |  |  |  |  |  |  |  |  |  |  |
|  |                        |  |  |  |  |  |  |  |  |  |  |  |  |  |  |  |
|  | 3. Anastàsia de Kíev   |  |  |  |  |  |  |  |  |  |  |  |  |  |  |  |
|  |                        |  |  |  |  |  |  |  |  |  |  |  |  |  |  |  |
|  |                        |  |  |  |  |  |  |  |  |  |  |  |  |  |  |  |
|  | 7. Ingegerd de Suècia  |  |  |  |  |  |  |  |  |  |  |  |  |  |  |  |
|  |                        |  |  |  |  |  |  |  |  |  |  |  |  |  |  |  |
|  |                        |  |  |  |  |  |  |  |  |  |  |  |  |  |  |  |

### Núpcies i descendents
L'any 1063 Salomó esposà a Judit de Baviera (vers 1054 - vers 1094), filla d'Enric III del Sacre Imperi Romanogermànic.
L'any 1084 o 1085 esposà, essent encara viva la seva primera esposa, a una filla de nom descongegut de Kuteshk, líder d'una tribu petxeneg.
Salomó no tingué descendència.